# Christen Christensen (sculpteur)
Pour les articles homonymes, voir Christensen.
Christen Christensen, né à Copenhague (Danemark) le 18 janvier 1806 et mort dans cette ville le 21 août 1845, est un sculpteur et médailleur danois.
Ses travaux en tant que médailleur comprennent la médaille C.F. Hansen et la médaille Thorvaldsen de l'Académie royale danoise des beaux-arts.

## Biographie
Christensen naît le 17 janvier 1806 à Copenhague, fils du marchand et plus tard aubergiste John Christensen et Maria Kirstine Birch. Il étudie à l'Académie royale danoise des beaux-arts et est en même temps, en 1819-1823, stagiaire chez le sculpteur Nicolai Dajon. Il remporte les petites et grandes médailles d'argent de l'Académie en 1824, la petite médaille d'or en 1825 et enfin la grande médaille d'or en 1827.

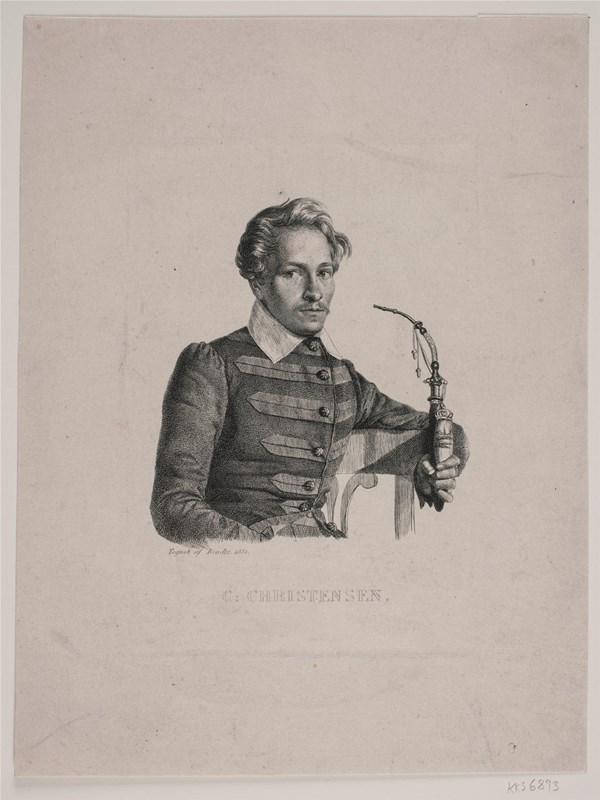
Christen Christensen par Caroline Behrend.

Encore étudiant, Christensen est déjà chargé de créer plusieurs œuvres sculpturales pour le Théâtre royal danois et le palais Christianshorg. Sous l'impulsion du praeses de l'Académie, le prince Christian Frédéric, il décide de poursuivre sa formation de médailleur. Il remporte un prix pour la médaille Christian Frederik Hansen et se voit attribuer en plus du prix en argent une rémunération supplémentaire ainsi qu'une allocation de voyage. Il effectue un voyage de quatre ans à l'étranger en 1831-1834, dont trois ans à Rome. Il retourne au Danemark en passant par Paris et Berlin pour y étudier les médailles.
En 1835, il est nommé membre associé de l'Académie et reçoit comme sujet de son travail d'admission une médaille commémorant le retour aux sources des œuvres de Bertel Thorvaldsen. La médaille d'argent sera à l'avenir décernée aux artistes pour leurs contributions exceptionnelles aux expositions annuelles de Charlottenborg. Christensen s'est inspiré du modèle de la médaille d'admission comme membre de l'Académie en 1838, mais son travail de frappe connait un certain nombre d'accidents et la médaille n'était donc pas encore terminée lorsque la Médaille de l'Exposition est décernée pour la première fois à Martinus Rørbye en 1839. En 1842, il est enfin possible de remettre à Thorvladsen la première médaille d'or.
En 1844, Christensen est nommé professeur à l'école de modèles de l'Académie. En 1843, il est nommé membre étranger de l'Académie des beaux-arts de Berlin. En 1845, il est nommé membre étranger de l'Académie royale suédoise des beaux-arts.

Gravure sur cuivre par Erling Eckersberg de la médaille Thorvaldsen de Christensen, 1850.

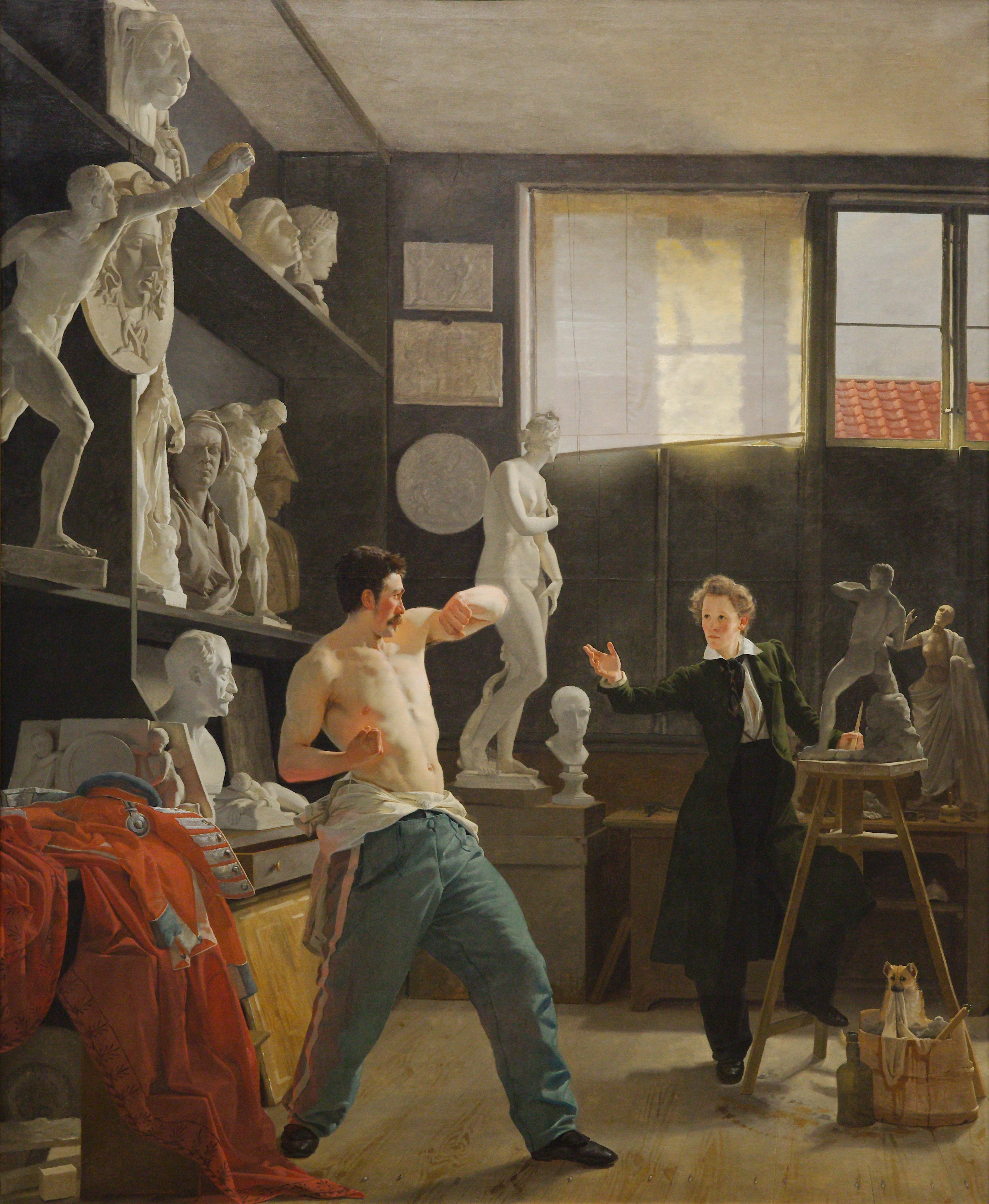
Wilhelm Bendz : Un sculpteur travaillant à partir d'études de modèles vivants, 1827;

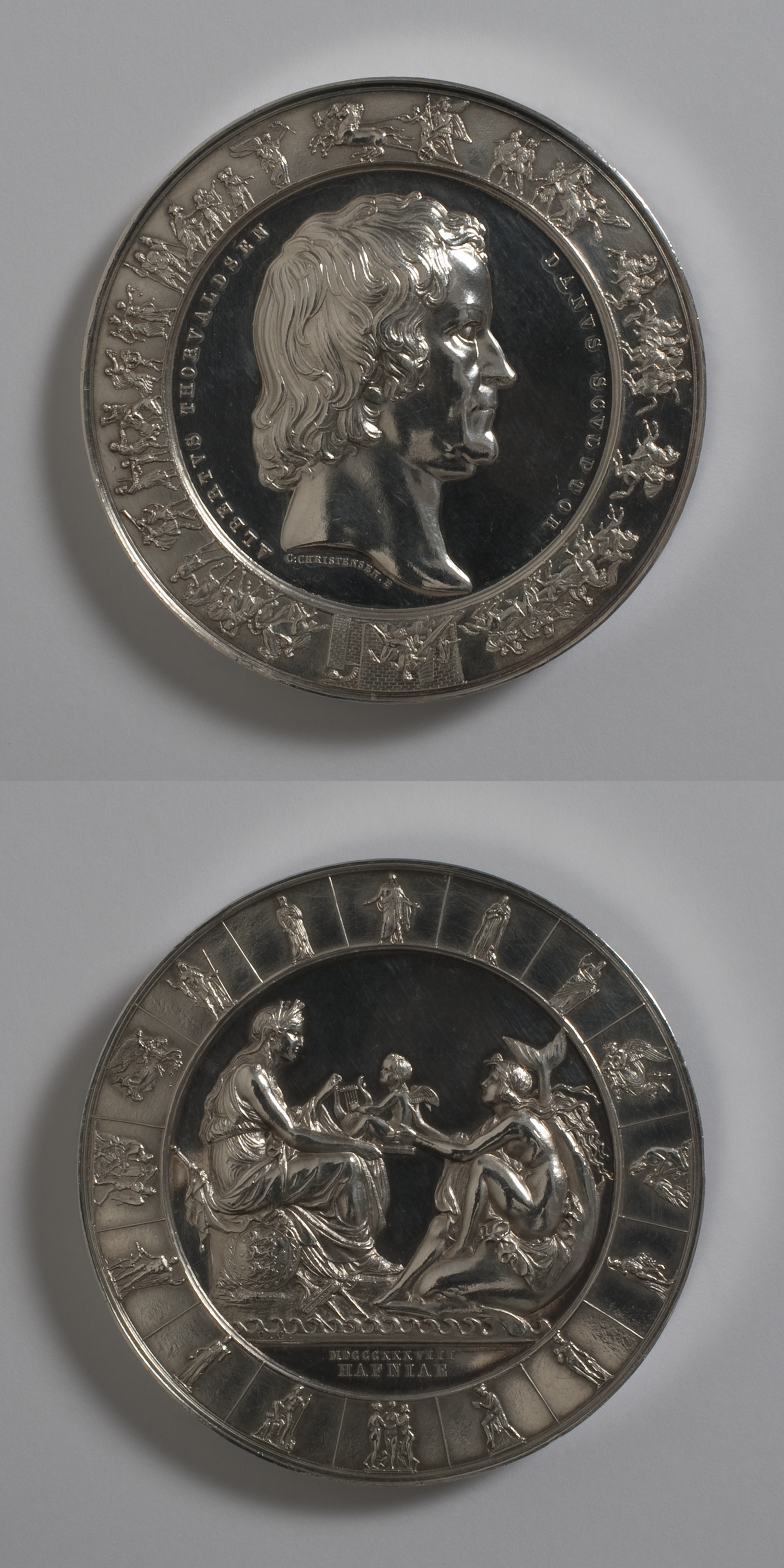
Médaille Thorvaldsen, 1838
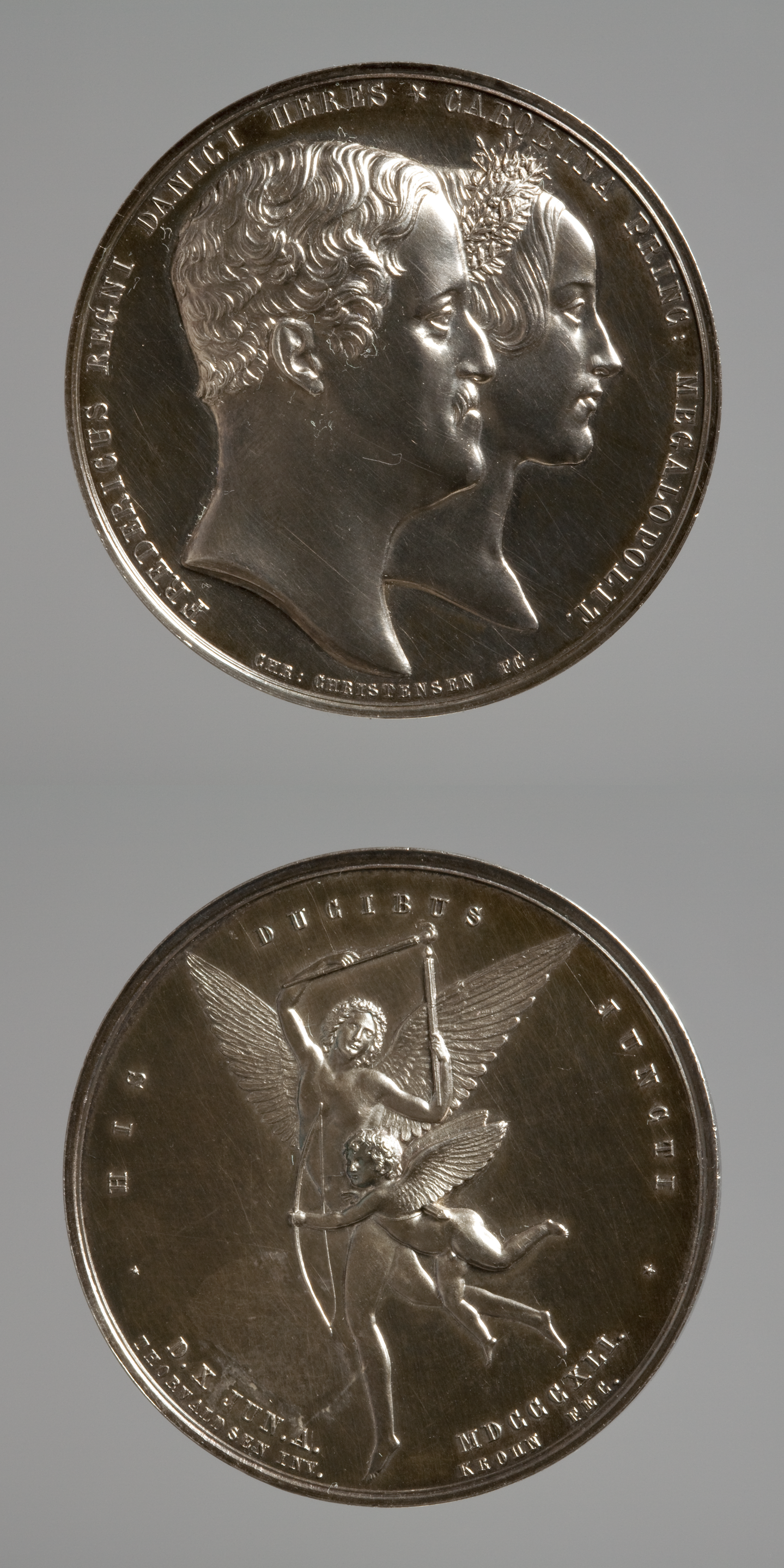
Le prince Frederik (VII) et la princesse Mariane Caroline Charlotte, 1841
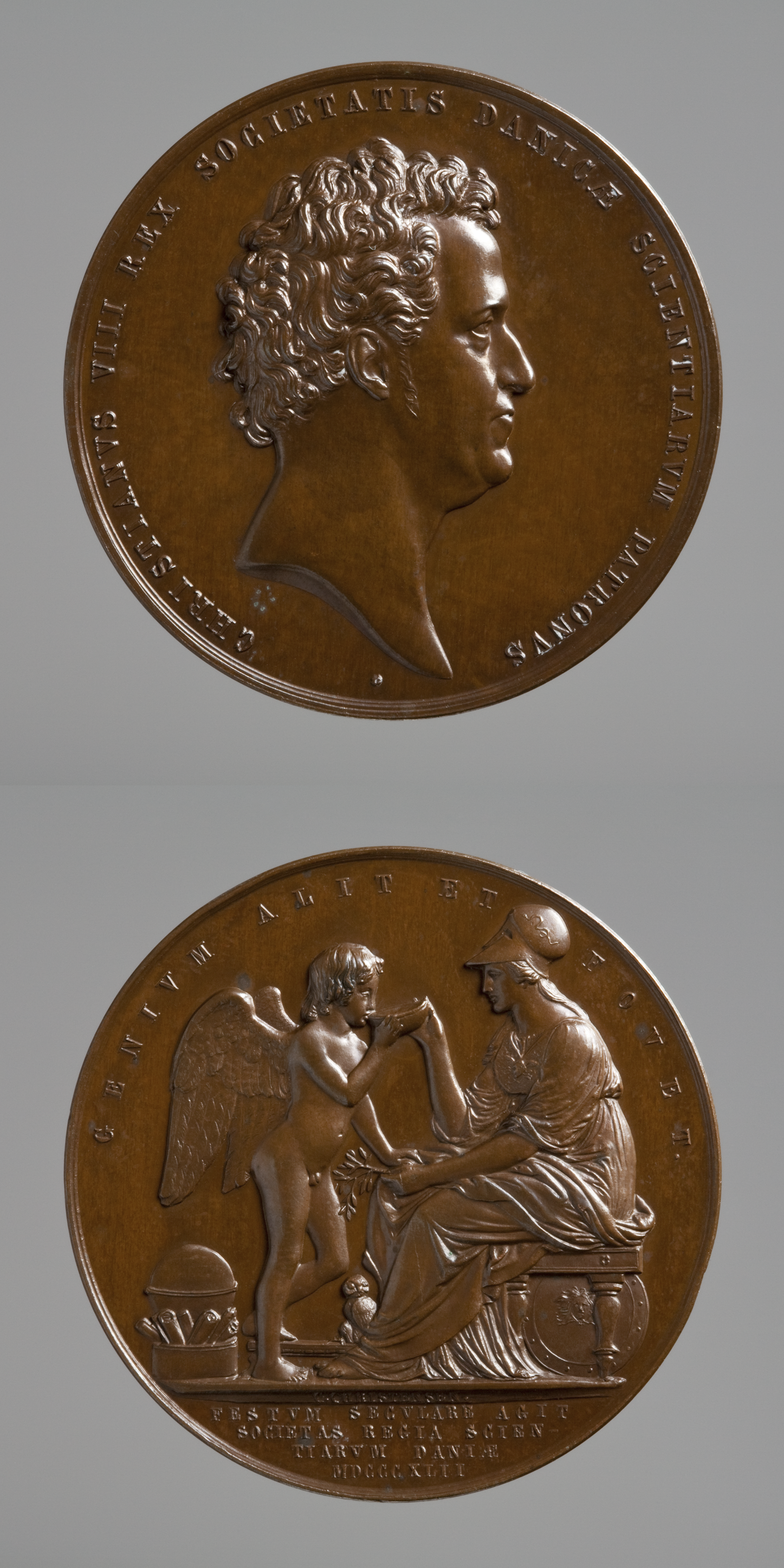
Médaille Christian VIII, 1842

## Distinctions
- Chevalier de l'ordre de Dannebrog